# Zofia Jeżewska
Zofia Jeżewska (ur. 15 czerwca 1911 w Warszawie, zm. 16 sierpnia 1995) – polska pisarka, podróżniczka, reportażystka oraz autorka słuchowisk.

## Życiorys
Ukończyła Wyższą Szkołę Handlową w Warszawie. Debiutowała w 1933 r. na łamach dziennika „Kurier Warszawski” jako prozaik. W latach 1948–1981 była redaktorem Polskiego Radia.
Autorka reportaży książkowych powstałych w wyniku podróży (Egipt, Sudan, Syria, Meksyk). Pozostawiła szereg inéditów, jak biografia Delfiny Potockiej, tom nowel polskich Tylko człowiek, 2 sztuki teatralne i 3 radiowe, 2 scenariusze filmowe (w tym jeden o Chopinie), przekłady sztuk Alberta Camusa (Nieporozumienie) i Claude'a Santelliego (Strachy), wywiady ze słynnymi ludźmi (G. Philippe, A. Benedetti-Michelangeli, A. Rubinstein, A. Harasiewicz, M. Argerich, J. Steinbeck, J.P. Sartre, X. Dunikowski, J. Cocteau, S. Sikora, L.K. Olivier, J. Brel) pt. Niepospolici ludzie przed mikrofonem  oraz Dziennik stanu wojennego 1981–1983 i Notatnik australijski.
Była córką Adama Czartkowskiego, botanika, historyka kultury i publicysty, autora m.in. biografii Chopina i Beethovena. Jej synem jest Krzysztof Andrzej Jeżewski, poeta, tłumacz, eseista, norwidolog i pisarz muzyczny. Została pochowana obok ojca na cmentarzu komunalnym Doły w Łodzi.

## Twórczość
- Chopin żywy w swych listach i w oczach współczesnych, wspólnie z Adamem Czartkowskim (1958), w następnych wydaniach (VII w 2013) pt. Fryderyk Chopin.
- Ze sfinksem w cztery oczy (1958)
- A ślady zasypał piasek... Opowieść z Palmyry (1961)
- Trzy wschody słońca [wspólnie z Leszkiem Dąbrowskim] (1962)
- W królestwie pierzastego węża. Z podróży do Meksyku (1964)
- Na krańcach czasu. Dziennik z podróży po Egipcie i Sudanie (1966)
- Fryderyk Chopin (1973) – krótka biografia
- Warszawskim szlakiem Chopina (1979)
- Leon Chwistek. Krótki zarys życia i twórczości (1980)
- Pod wielką koralową barierą (1982) – nowele egzotyczne
- Chopin w kraju rodzinnym (1985)
- Ch. Ockrent, A. de Marenches, Sekrety szpiegów i książąt (1992), przekład z franc.